# Gunther Lessing
Pour les articles homonymes, voir Lessing.
Gunther R. Lessing (1885-1965) est un avocat américain connu pour sa participation présumée dans une affaire entre Pancho Villa et le studio Mutual Film Corporation pour que ce dernier puisse réaliser un film sur le célèbre général de la révolution mexicaine, mais il est surtout connu pour avoir été l'avocat des studios Disney à partir de 1930.
En 1929, il est embauché par les studios Disney afin de gérer un problème juridique lié au financement du court métrage d'animation intitulé La Danse macabre (1929).
En 1930, Walt Disney abandonne le distributeur Pat Powers et signe un nouveau contrat de distribution avec Columbia Pictures pour les Mickey Mouse. Mais le divorce est assez difficile et Walt a besoin de l'aide d'un avocat, ce sera de nouveau Gunther Lessing. Il est alors engagé à la fin de l'année comme directeur du département légal.
Il a été gratifié d'une dédicace sur l'une des fenêtres de Main Street, USA à Disneyland.